# سيدوبا سوماه
سيدوبا غينيني سوماه (بالفرنسية: Seydouba Soumah)‏ (مواليد 11 يونيو 1991) هو لاعب كرة قدم غيني يلعب حاليًا لصالح نادي نادي بارتيزان بلغراد الصربي.

## المنتخب
| غينيا   | غينيا  | غينيا   |
| السنة   | الظهور | الأهداف |
| ------- | ------ | ------- |
| 2013    | 4      | 1       |
| 2014    | 4      | 5       |
| 2015    | 2      | 0       |
| المجموع | 10     | 6       |

## الأهداف الدولية
| #  | التاريخ        | الملعب                                  | المنافس | الهدف | النتيجة | البطولة                                 |
| -- | -------------- | --------------------------------------- | ------- | ----- | ------- | --------------------------------------- |
| 1. | 10 سبتمبر 2013 | ستاد الجونة، الجونة، مصر                | مصر     | 2–2   | 4–2     | تصفيات أفريقيا المؤهلة لكأس العالم 2014 |
| 2  | 05 سبتمبر 2014 | مركب محمد الخامس، الدار البيضاء، المغرب | توغو    | 1–0   | 2–1     | تصفيات كأس الأمم الأفريقية 2015         |
| 3  | 15 نوفمبر 2014 | ملعب كيغوي، لومي، توغو                  | توغو    | 0–2   | 1–4     | تصفيات كأس الأمم الأفريقية 2015         |
| 4  | 15 نوفمبر 2014 | ملعب كيغوي، لومي، توغو                  | توغو    | 0–3   | 1–4     | تصفيات كأس الأمم الأفريقية 2015         |
| 5  | 15 نوفمبر 2014 | ملعب كيغوي، لومي، توغو                  | توغو    | 0–4   | 1–4     | تصفيات كأس الأمم الأفريقية 2015         |
| 6  | 19 نوفمبر 2014 | مركب محمد الخامس، الدار البيضاء، المغرب | أوغندا  | 2–0   | 2–0     | تصفيات كأس الأمم الأفريقية 2015         |

## ألقاب

### النادي
سلوفان براتيسلافا
- دوري السوبر السلوفاكي: 2012-13، 2013-14
- كأس سلوفاكيا: 2012-13
- كأس السوبر السلوفاكي: 2014–15

## روابط خارجية
- سيدوبا سوماه على موقع الاتحاد الأوربي (الإنجليزية)
- سيدوبا سوماه على موقع إي إس بي إن إف سي (الإنجليزية)
- سيدوبا سوماه على موقع قاعدة بيانات كرة القدم.إي يو (الإنجليزية)
- سيدوبا سوماه على موقع ليكيب (الفرنسية)
- سيدوبا سوماه على موقع ناشيونال فوتبول تيمز (الإنجليزية)
- سيدوبا سوماه على موقع Soccerbase.com (لاعب) (الإنجليزية)
- سيدوبا سوماه على موقع Soccerway.com (الإنجليزية)
- سيدوبا سوماه على موقع عالم كرة القدم.نت (الإنجليزية)
- سيدوبا سوماه على موقع كووورة
- سيدوبا سوماه على موقع AS.com (الإسبانية)
- صفحة اللاعب على موقع نادي سلوفان (بالسلوفاكية)
- صفحة اللاعب على سوكر واي (بالإنجليزية)